# خافيير باردم
خافيير بارديم (بالإسبانية: Javier Bardem) ممثل إسباني من مواليد 1 مارس 1969 بجزيرة لاس بالماس إحدى جزر الكناري التابعة للتاج الإسباني. حاصل على جائزة الأوسكار لأفضل ممثل مساعد عام 2008 عن دوره في فيلم لا بلد للعجائز، كما حصل على جوائز جويا أربع مرات. ظهر في العديد من الأفلام، منها: خامون خامون، لا بلد للعجائز، فيكي كريستينا برشلونة، البحر بداخله، وسكايفول.

## السيرة الشخصية
ينتمي لعائلة فنية؛ فجداه كانا ممثلين وكذلك أمه وأخته وأخوه أيضاً. درس الرسم في الجامعة ولكنه كان رياضياً قبل دخوله عالم التمثيل في رياضة الرغبي لدرجة أنه كان أحد لاعبي المنتخب الأسباني للرغبي. متزوج بالفنانة الإسبانية بينيلوب كروز ولديهما طفلان.

## قائمة الأفلام
| العام | الفلم                                              | الدور              | ملاحظات أخرى                                 |
| ----- | -------------------------------------------------- | ------------------ | -------------------------------------------- |
| 1990  | Las edades de Lulú ‏                                | Jimmy              |                                              |
| 1991  | Tacones Lejanos                                    | Regidor T.V.       |                                              |
| 1992  | خامون خامون (فيلم)                                 | El chorizo         |                                              |
| 1993  | Huevos de oro                                      | Benito González    |                                              |
| 1993  | El Amante Bilingüe                                 | El limpiabotas     |                                              |
| 1994  | Running Out of Time (Días contados) ‏               | Lisardo            |                                              |
| 1994  | The Detective and Death (El detective y la muerte) | Detective Cornelio |                                              |
| 1995  | Mouth to Mouth (Boca a boca)                       | Victor Ventura     |                                              |
| 1996 ‏ | Éxtasis                                            | Rober              |                                              |
| 1997  | Live Flesh ‏                                        | David              |                                              |
| 1997  | Perdita Durango                                    | Romeo Dolorosa     |                                              |
| 1999  | Second Skin                                        | Diego              |                                              |
| 1999  | Washington Wolves (Los Lobos de Washington)        | Alberto            |                                              |
| 2000  | قبل حلول المساء                                    | رينالدو أريناس     | ترشيح - جائزة الأوسكار لأفضل ممثل            |
| 2002  | The Dancer Upstairs ‏                               | Agustín Rejas      |                                              |
| 2002  | Mondays in the Sun                                 | Santa              |                                              |
| 2004  | كولاتيرال                                          | Felix              |                                              |
| 2004  | البحر بداخله (فيلم)                                | Ramón Sampedro     |                                              |
| 2006  | Goya's Ghosts                                      | Brother Lorenzo    |                                              |
| 2007  | الحب في زمن الكوليرا                               | Florentino Ariza   |                                              |
| 2007  | لا بلد للعجائز                                     | Anton Chigurh      | جائزة الأوسكار لأفضل ممثل مساعد              |
| 2008  | فيكي كريستينا برشلونة                              | Juan Antonio       | ترشح - Independent Spirit Awards - أفضل ممثل |
| 2009  | Killing Pablo ‏                                     | بابلو إسكوبار      | pre-production                               |
| 2025  | F1 Movie                                           | روبن ثيربانتس      |                                              |

| العام | الفيلم   | الدور   | ملاحظات                       |
| 2010  | بيوتيفول | اوكسبال | جائزة أفضل ممثل في مهرجان كان |
| ----- | -------- | ------- | ----------------------------- |

## الترشيحات لجائزة الأوسكار
- أفضل ممثل رئيسي عام 2001 عن فيلم قبل حلول المساء
- جائزة الأوسكار لأفضل ممثل مساعد عام 2008 عن فيلم لا بلد للعجائز، وفاز بها.
- أفضل ممثل رئيسي عام 2011 عن فيلم بيوتيفول.

## الترشيحات لجائزة الجولدن جلوب
- أفضل ممثل درامى عام 2001 عن فيلم Before Night Falls
- أفضل ممثل درامى عام 2005 عن فيلم The Sea Inside
- أفضل ممثل مساعد عام 2008 عن فيلم No Country for Old Men و فاز بها
- أفضل ممثل كوميدى أو أستعراضى عام 2009 عن فيلم Vicky Cristina Barcelona

## روابط خارجية
- خافيير باردم على موقع IMDb (الإنجليزية)
- خافيير باردم على موقع ميتاكريتيك (الإنجليزية)
- خافيير باردم على موقع الموسوعة البريطانية (الإنجليزية)
- خافيير باردم على موقع روتن توميتوز (الإنجليزية)
- خافيير باردم على موقع مونزينجر (الألمانية)
- خافيير باردم على موقع قاعدة بيانات الأفلام العربية
- خافيير باردم على موقع ألو سيني (الفرنسية)
- خافيير باردم على موقع ميوزك برينز (الإنجليزية)
- خافيير باردم على موقع تيرنر كلاسيك موفيز (الإنجليزية)
- خافيير باردم على موقع أول موفي (الإنجليزية)